# 福井地震
福井地震（ふくいじしん）は、1948年（昭和23年）6月28日午後4時13分頃に福井県嶺北地方北部（福井市の北北東約10 km、現在の坂井市丸岡町付近）を震源として発生した地震である。地震の規模はマグニチュード7.1で、福井市では当時の震度階級としては最大の震度6（VI, 烈震）を記録した。

## 概要
1945年（昭和20年）7月の戦災（福井空襲）からの復興途上にあった福井市を直撃した都市直下型地震である。福井平野のほぼ全域に甚大な被害をもたらし、隣の石川県内の被害も合わせると、死者は3,769人、負傷者は2万2000人以上、全壊した家屋はおよそ3万6000戸に上った。最も被害が大きかったのは、福井県坂井郡金津町（現あわら市東部）、丸岡町および春江町（現坂井市南部）、吉田郡森田町（現福井市北部）で、各町のほぼ全戸が倒壊した。震央からやや離れた福井市内でも家屋の全壊率は79.0%、福井平野全域で全壊率は60%を超えた。都市部では火災による焼失で被害が拡大した。また、被災地域を流れる九頭竜川水系の堤防が地震による被害を受けた上、地震の約1ヶ月後の7月下旬に上流部で記録的大雨が降ったため、堤防が決壊するなどして水害が発生し、複合災害を引き起こした。
福井震災は、関東大震災（大正12年/1923年）と濃尾大震災（明治24年/1891年）に次ぐ大震災であった。第二次大戦後に発生した震災としては、東日本大震災（平成23年/2011年）と阪神・淡路大震災（平成7年/1995年）に次いで、3番目に多い犠牲者を出した。非常に高い全壊率を記録した福井地震を契機に中央気象台震度階（後の気象庁震度階級）が見直され、1949年（昭和24年）に震度7（激震）が新設された。
わずか3年ほどの間に戦災、震災、水害と度重なる災害に見舞われ、福井市街は灰燼に帰したが、その度に市民たちの不屈の気概と不断の努力によって不死鳥のように蘇り、力強い復興と発展を遂げたことから、福井市は市民憲章で「不死鳥のまち」を宣言している。

## 事前の予測
中央気象台（現：気象庁）研究部に所属していた井上宇胤は、1948年6月9日に開かれた地震予知連絡委員会（学術研究会議(現：日本学術会議)に存在していた小委員会）で、「大地震の余波について」と題した研究成果を発表した。これは、明治以降に起きた第1級の大地震6つと、その後に起きた第2級の地震を統計的に考察したもので、第1級の大地震が起こると、その余波が4つの方向に広がって第2級の地震を起こす規則性があり、どこでいつ第2級の地震が起こるかは余波の伝わる速度から判断できるとの内容だった。井上は、石本巳四雄が提唱した「地震の原因は岩漿（マグマ）の流動である」という説に影響を受けていた。井上の発表の後、萩原尊禮（のちに東京大学名誉教授）が「お説によればこの次の大地震はどこで起こりますか」と聞くと、井上は「福井と秩父」と答えた。この発表の19日後に、福井地震が発生した。
井上の研究は社会的な注目を集めた。同年7月1日付の朝日新聞「天声人語」は、井上は福井地震の発生場所は「東経136度、北緯36度を中心として50km以内」、時期は「6月20日ごろ」と予測しており、「時と場所を限定した点に画期的意義がある」と報じた。同日付の読売新聞は、井上の説を詳しく報じた。これによると、福井地震は1944年東南海地震からの余波から誘発された3番目の地震で、最初の余波は1945年三河地震、2番目の余波は1946年南海地震である。4番目の余波が「関東地震」であり、余波の寿命は4年なので、最後の余波は半年以内に起こるとされた。井上は「関東北部の山岳地帯だと思う、秩父地方とは断言していない。最後の余波だから大した力はなく、北陸（福井）地震以下の小規模なものだろう」と述べていた。
7月9日には東京大学で「関東地震説を聞く会」が開催され、井上は「近い将来における地殻中の不安な個所は東経139度、北緯36度の秩父の山中で、大体時期は8月末か9月の初めである。震度は3級くらいのもので中心は（建物が）数十軒程度倒れると思われる」と述べた。この報道を受けて、埼玉県では災害対策委員会を開いて対策を協議したり、秩父町（現：秩父市）周辺を管轄する警察署員の非常招集訓練を実施したり、秩父町で井戸を新たに掘るなどの騒ぎになった。
7月24日の地震予知連絡委員会では、中央気象台地震課長だった鷺坂清信らが関東地震以降に起きた大地震20について、井上説を検証した結果を報告し「全国的にみると、井上曲線はよく合うとはいえない、しかし秩父のように合うような例もあるので、なお検討の余地がある」と説明した。他の委員からは、井上説に批判的な意見が相次ぎ、幹事の萩原は「事ここに至っては弁解はかえって世間の誤解を生む・・・あっさり無条件降伏しなさい」と述べた。井上は、秩父地震説についての自説を撤回し、実際に同地方で目立った地震は発生しなかった。
井上の秩父地震説が外れたことについては、のちに朝日新聞の記事で「『私たち地震予知の学者が秩父に行くときは、いまでも若手に注意するんです。用心しろよって』という、笑えない笑い話ができ上がった。当たるもハッケ（引用者注：八卦）の一例である」という記述があった。とは言え、大地震の発生が、近隣地域の大地震を起こしやすくする事例が多いことについては、後年の地震学界でも指摘されている。井上の研究は、将来の予測精度には問題があったが、大地震同士の時間・地理的関係について考察した先駆的なものだった。

## 本震
- 発生時刻：1948年（昭和23年）6月28日 月曜日 16時13分28.8秒[26]（当時導入されていた夏時間では17時13分）
- 震央位置：福井県嶺北地方（坂井市丸岡町付近）。ただし、震央位置は確定しておらず[27]、諸説ある[28][29]。
  - 気象庁発表の座標：北緯36度10.3分 東経136度17.4分 / 北緯36.1717度 東経136.2900度[26]
  - 米国地質調査所発表の座標：北緯36度09分50.4秒 東経136度13分19.2秒 / 北緯36.164000度 東経136.222000度[2]
  - 「福井大地震震源地」の石標は福井県坂井市丸岡町末政（北緯36度08分11.6秒 東経136度16分41.3秒 / 北緯36.136556度 東経136.278139度）に立っている[27][30]。
- 震源の深さ：15km[26]。ただし、「ごく浅い」[注 3]とする記録から33kmとする報告まで、諸説ある[31]。
- 地震の規模：Mj7.1[26]（Mw6.9[32] またはMw6.8[2]）
- 発震機構解：北北西-南南東方向あるいは東北東-西南西方向の垂直横ずれ断層（初動解）[33]

### 各地の震度
東は茨城県水戸市、西は佐賀県佐賀市で震度1を観測するなど、関東甲信越地方から中国・四国地方までの広い範囲で揺れが観測された。当時の震度階は0から6までの7段階であった。震度4以上の揺れを観測した地域は次の通り。
| 震度 | 都道府県 | 観測点                                   |
| ---- | -------- | ---------------------------------------- |
| 6    | 福井県   | 福井市豊島                               |
| 4    | 福井県   | 敦賀市松栄町                             |
| 4    | 富山県   | 富山市石坂                               |
| 4    | 石川県   | 金沢市西念・輪島市鳳至町（旧）           |
| 4    | 山梨県   | 甲府市飯田                               |
| 4    | 長野県   | 飯田市馬場町                             |
| 4    | 岐阜県   | 岐阜市加納二之丸                         |
| 4    | 愛知県   | 名古屋市千種区日和町・田原市福江町（旧） |
| 4    | 三重県   | 亀山測候所                               |
| 4    | 滋賀県   | 彦根市城町（旧）                         |
| 4    | 京都府   | 京都市中京区西ノ京・宮津測候所           |
| 4    | 奈良県   | 奈良市半田開町（旧）                     |

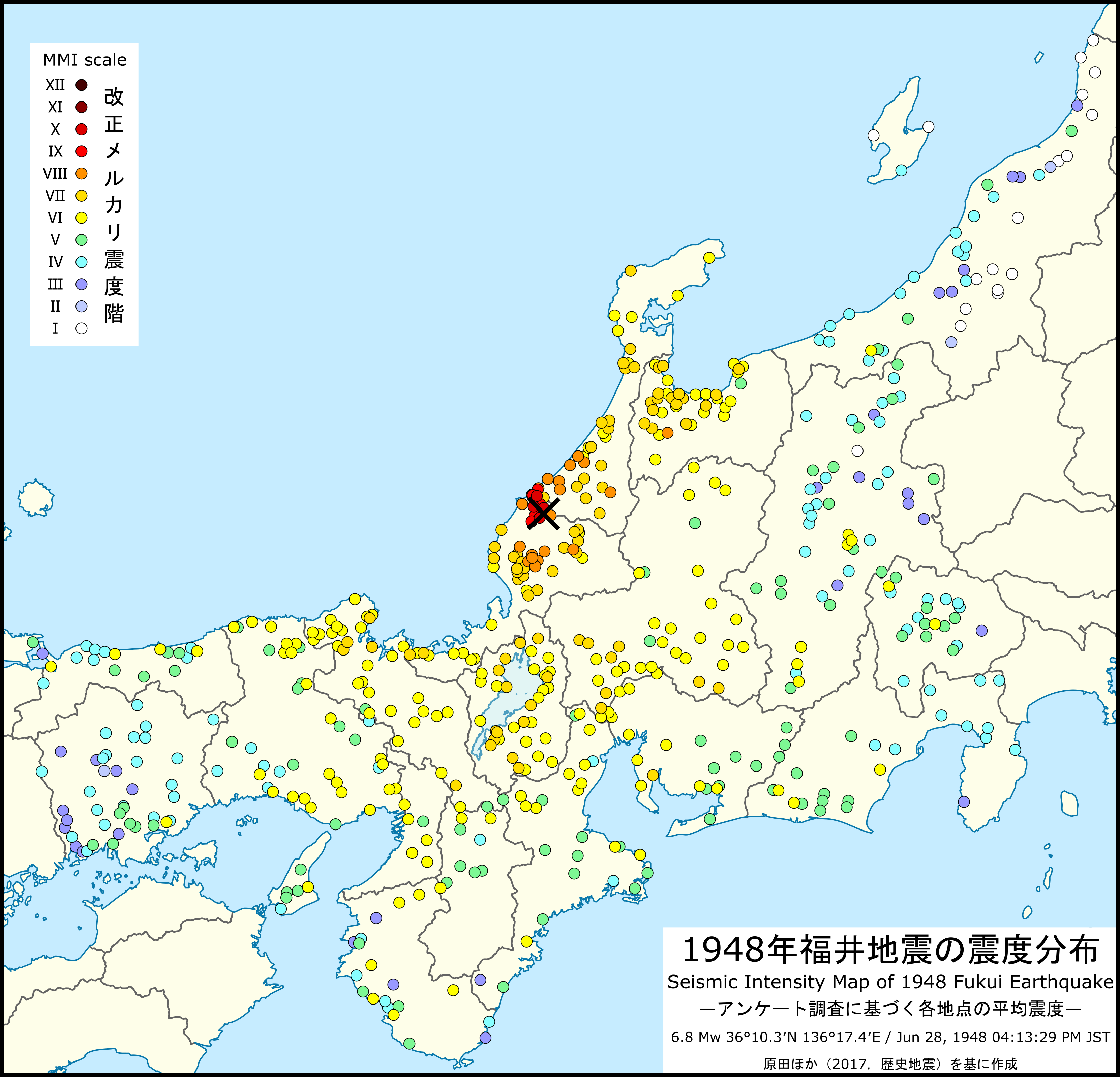
改正メルカリ震度階級による震度分布（平均震度）

地震発生後、東京大学地震研究所は、福井県を中心とする新潟から鳥取までの18府県に被害の状況を聞き取るアンケート調査をしていた。質問項目は揺れ方や建物の状況など最大30項目で、各地の小学校に郵送されたほか、調査員が現地に出向いて調べたりもしたとみられる。アンケート資料は分析がなされないまま散逸したとみられていたが、当時の中央気象台の観測点よりも多い594地点からの回答が記された集計表が2009年、同研究所で見つかった。同研究所の現在の研究員らはアンケート調査の結果を再研究しており、地震発生70年の節目にあたる2018年の秋に、回答が明確な545地点について、震度分布をまとめた論文を発表する予定である。その論文発表要旨によれば、震源域付近は改正メルカリ震度階で平均震度X程度、震源域周辺の福井県北部と石川県南部は平均震度VIIIからIXで、平均震度VIIは北は富山県から南は滋賀県まで広がっていたと推定される。

### メカニズム

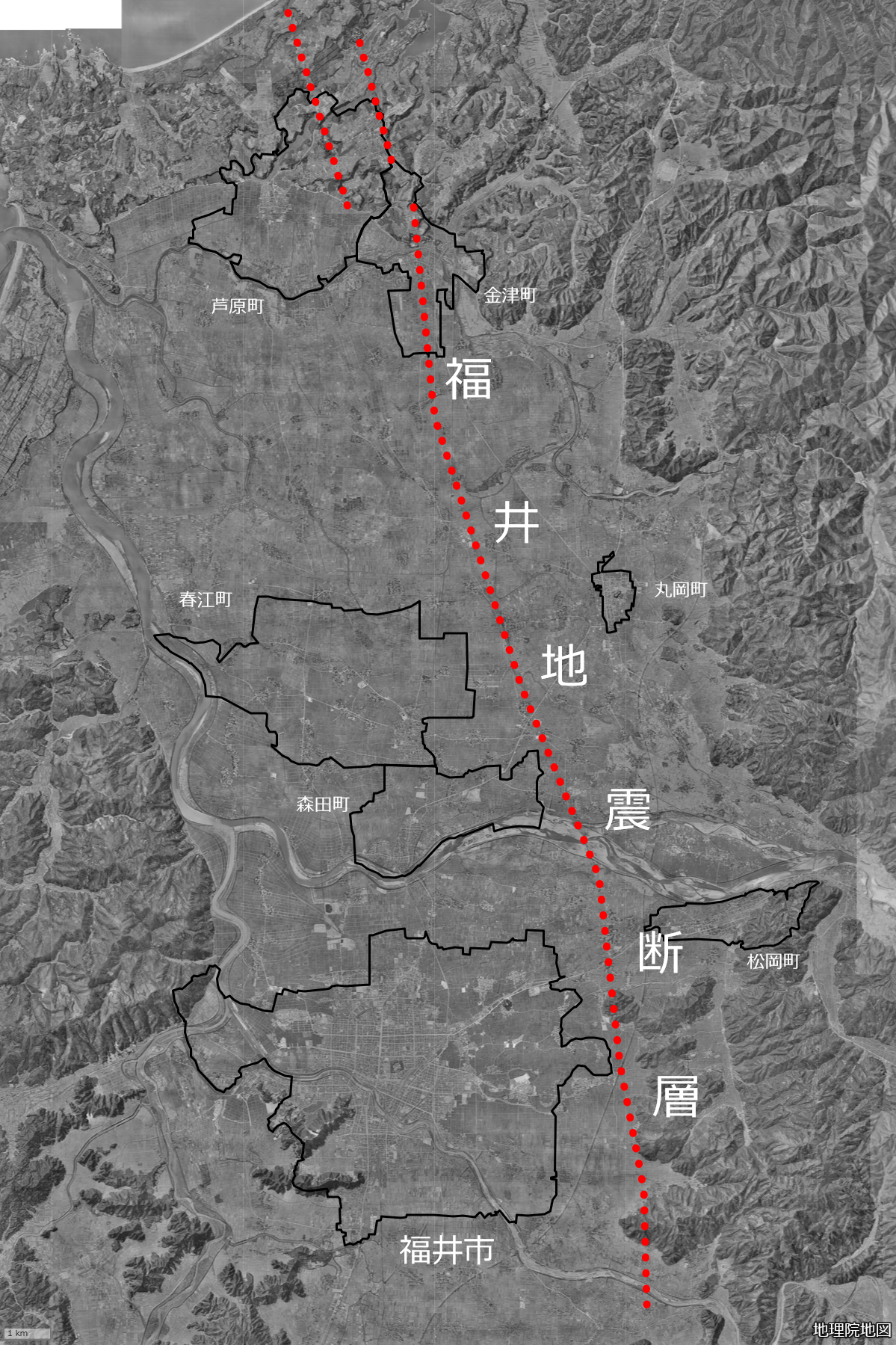
推定される「福井地震断層」（赤色の点線）と被災市町の震災当時の行政区域（黒線で囲った領域）

福井地震の地震断層型は北北西-南南東方向（概ねN10-20°Wの走向）の左横ずれで、福井平野の厚い沖積層に覆われて地表に現れていない活断層が活動したと推定される。地質学的には「地震断層」とは「地震に伴って地表に現れた断層」とされており、この定義によれば、福井地震の明瞭な地震断層は認められていない。しかし、地割れ帯の分布やいくつかの測量結果から、福井平野東部の地下に、坂井郡芦原町北部から金津町、坂井町、丸岡町、松岡町を通り、福井市南東部付近まで断続的に続く 長さ27kmの「福井地震断層」及び、その約3km東側に平行に走る、長さ8kmの「福井東側地震断層」が存在していると推定される。2004年（平成16年）に地震調査研究推進本部の地震調査委員会は、福井平野東縁断層帯西部を福井地震の震源断層の主断層として評価している。
福井地震断層の南南東方向への延長線上には、濃尾地震（1891年）を引き起こした根尾谷断層が存在し、さらにその延長線は三河地震（1945年）を起こした深溝断層の方向と同一である。
吉田明夫、青木元らの研究によれば、1961年の北美濃地震 (M7.0)、1969年の岐阜県中部地震 (M6.6)、1984年の長野県西部地震 (M6.8) と続いた一連の地震との関連性が指摘されている。また、1944年の昭和東南海地震 (M7.9) の影響を受け、その震源域及び余震域から離れた地域で発生した誘発地震ではないかとの見方もあった。

## 被害

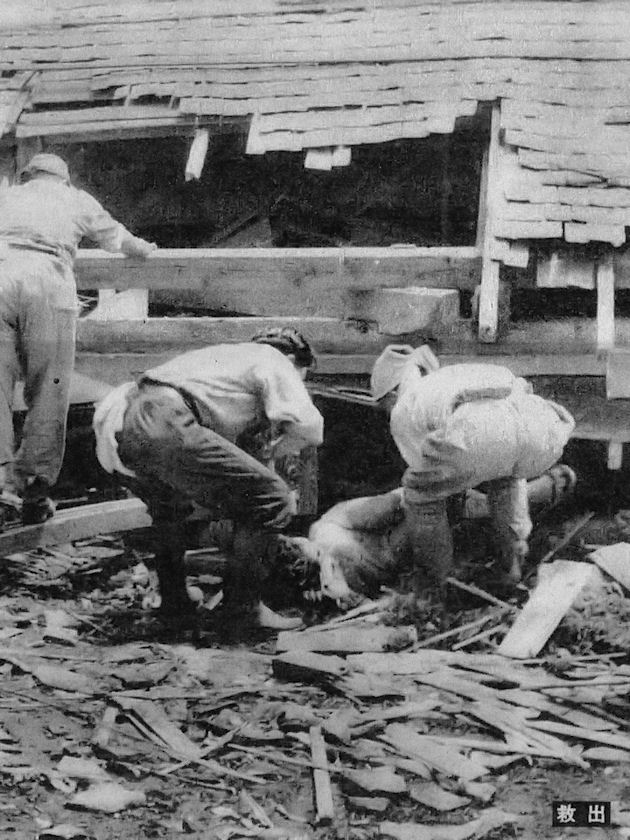
倒壊した家屋から負傷者を救出する人々

当時の被災地人口29万8500人のうち、約7割にあたる21万4500人が罹災した。死者の大部分が、当時の福井市から吉田郡、坂井郡にかけての地域に集中しており、その被害率は日本の近代史上でも類をみない。特に現在の坂井市に当たる地域では、死者の割合が人口の5%に及ぶ大惨禍となった。
| 都道府県 | 市郡名 | 人口 （人） | 人的被害（人） | 人的被害（人） | 住宅被害（戸） | 住宅被害（戸） | 住宅被害（戸） |
| 都道府県 | 市郡名 | 人口 （人） | 死者           | 負傷者         | 全壊           | 半壊           | 焼失           |
| -------- | ------ | ----------- | -------------- | -------------- | -------------- | -------------- | -------------- |
| 福井     | 福井市 | 77,320      | 930            | 10,000         | 12,425         | 4,418          | 1,859          |
| 福井     | 足羽郡 | 30,926      | 134            | 344            | 2,328          | 980            | 2              |
| 福井     | 吉田郡 | 48,922      | 861            | 4,992          | 6,713          | 707            | 156            |
| 福井     | 坂井郡 | 122,203     | 1,747          | 6,305          | 13,707         | 3,399          | 1,832          |
| 福井     | 大野郡 | 97,763      | 6              | 0              | 0              | 0              | 0              |
| 福井     | 今立郡 | 74,422      | 30             | 118            | 194            | 865            | 0              |
| 福井     | 丹生郡 | 71,227      | 34             | 31             | 15             | 173            | 2              |
| 福井     | 小計   | －          | 3,728          | 21,750         | 35,382         | 10,542         | 3,851          |
| 石川     | 江沼郡 | 72,411      | 39             | 451            | 791            | 1,231          |                |
| 石川     | 能美郡 | 64,747      | 0              | 1              | 7              | 35             |                |
| 石川     | 河北郡 | 74,759      | 0              | 0              | 1              | 2              |                |
| 石川     | 小松市 | 61,898      | 2              | 1              | 3              | 6              |                |
| 石川     | 小計   | －          | 41             | 453            | 802            | 1,274          |                |
| 合計     | 合計   | －          | 3,769          | 22,203         | 36,184         | 11,816         | 3,851          |

### 被害の特徴
福井平野一帯の地域では、全壊率が60%を超えるなど、被害は甚大だった。福井平野は九頭竜川の沖積平野であり、厚く、軟弱な地盤が分布していることが、高い倒壊率の原因と考えられる。一方、加越台地など、更新世に形成された安定した地盤や、基盤が浅い山麓部などは、全壊率が低かった。最も揺れが激しかったのは30秒から40秒くらいで、5秒から15秒ほどの間に家屋が倒壊したといわれている。地割れに挟まって死傷したという、当時としては珍しい例も報告されている（後述）。震災に続いて豪雨水害が発生し、複合災害を引き起こしたことも特徴である。

#### 火災
福井市、丸岡町、金津町、春江町、松岡町、森田町では、地震の直接被害だけでなく、地震火災による延焼被害も著しく、そのうち福井市と丸岡町で最も火災被害が大きかった。火災便覧によると、福井地震の総出火件数は57件であったが、全壊率の高さの割には出火件数は比較的少なかった。福井市では、火災による焼失面積は市街地の6分の1にあたる約15万5000坪（51.2ha）に及んだ。これは東京ディズニーランドとほぼ同じ面積である。これまで、福井市街地は1945年7月の福井空襲で壊滅した3年後も未だ戦災復興の途上にあり、粗末な仮建築（バラック）が多かったために地震火災の被害拡大を助長したといわれてきた。一方で、空襲を免れた農村集落の本建築であっても全壊率が100%に近い地区があったこと、および当時の福井市街地の写真や震災直前にGHQが実施した建物調査などから、倒壊・焼失した建物の中には、仮設住宅のほかに瓦屋根や二階建ての恒久住宅も少なくなかったことが判明しており、震災発生時には戦災からの復興はほぼ完了していたとする見解もある。実際には、福井市で確認されただけでも24件（うち19件は地震発生後10分以内の出火）の火災が同時多発的に発生したこと、人々が動揺して適切な対応が取れなかったこと、地震により倒壊した家屋が道路を塞いで交通路を遮断したり、水道が破損して断水が発生したりしたために消防活動が制約を受けたことが、火災が拡大した特徴的な理由と考えられている。周辺の町では、春江町で5件、丸岡町と松岡町で4件、金津町と森田町で3件の出火があった。芦原町では、出火したにもかかわらず、関東大震災時の地震火災を思い出した町民が「火を消せ」と叫びながら近所を走り回り、近隣住民と協力して初期消火に成功し、延焼被害を防ぐことができたという逸話がある。
地震発生時刻は午後4時過ぎ（夏時間の午後5時過ぎ）で、就業時間後、ちょうど夕食を支度する時間帯であったため、家庭で火災が多発したとの報告がある。しかし、当時の日本はサマータイム制度下で、夏至直後の時期でもあり、日の入り時刻は地震発生から約3時間後の午後7時過ぎ（夏時間の午後8時過ぎ）であったことを考慮すると、夕食を準備するにはまだ早い時間で、農家では田畑で農作業していた人も多かったため、むしろ家庭や農家からの出火は少なかったのが真相であろうと考える専門家もいる。
福井市片町にあった映画館「国際劇場」は、地震で倒壊した後、近隣の倉庫で配給用に備蓄されていたマッチが地震動により摩擦して出火した火が類焼し、会社帰りの観客などが数百人規模で圧死・焼死した。学校や研究施設などでは、化学薬品の漏洩混合による出火もあった。

#### 水害
地震により、被災地域を流れる九頭竜川・日野川・足羽川の堤防が全延長140kmにわたって至るところで亀裂・陥没・崩壊し、九頭竜川では堤防高が最大4.5m沈下した。地震の約1ヶ月後の7月23日夜から25日にかけ、本州南岸に停滞した梅雨前線と若狭沖に発生した低気圧の影響で、上流部で降水量350mm以上の記録的大雨が降ったため、7月25日の夕方に九頭竜川左岸の中藤島村灯明寺において約300mにわたって堤防が決壊して濁流が福井市へと流れ込んだ。約7,000戸が浸水して約28,000人が被災し、浸水深は所により最大2.4m、浸水面積は約1,900haに及んだ。九頭竜川最下流部の木部村（現坂井市三国町）池見から川崎の間でも堤防が約1,500mにわたって決壊した。梅雨の降雨に引き続いて台風の季節を迎えることから、被災堤防を除去して築堤し直すのではなく、沈下した堤防の上に盛り土をする応急復旧的な改修が施された。

#### 地割れへの転落

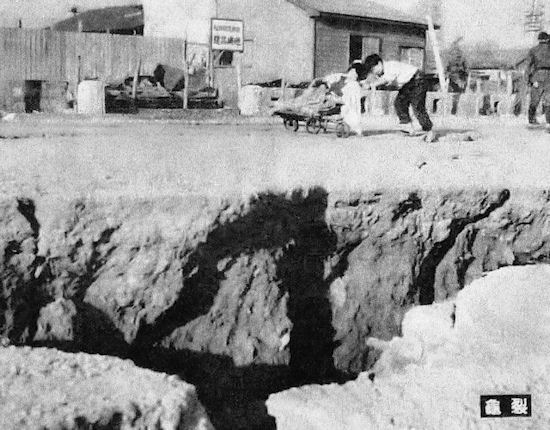
地震により生じた地割れ

福井市和田出作町の足羽川沿いの水田では、芋掘りをしていた37歳の女性が地割れに転落し、胸まで埋まって死亡した。腹部が圧迫されたことによる圧死であったと推測された。付近には幅25〜30cmで長さ100m程度の亀裂が2本残っており、その1本の最終端に落ち込んだと考えられた。

### 建築物

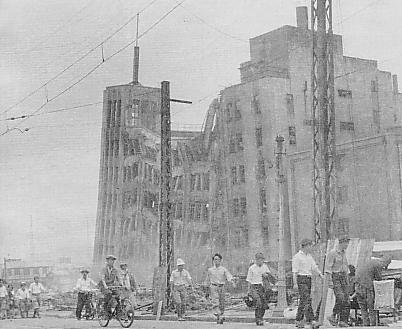
地震発生直後の大和百貨店

丸岡町では、国宝（当時）の丸岡城が天守閣、石垣ともに全壊した。幸いにも焼失は免れたため、残された部材を用いて1951年（昭和26年）から復興修理工事が進められ、1955年（昭和30年）3月に復元が完成した。
福井市中心部では、大和百貨店福井店（7階建て）の1階が潰れて全壊し、全焼する被害を受けた。この倒壊した百貨店の写真 は、アメリカの雑誌『ライフ』の表紙に掲載され、福井震災の被害の象徴として有名になった。大和百貨店の社史によると、当日は夕方5時（夏時間）まで営業していたが、地震発生時は閉店後で、6階で職場の集会が開かれていて従業員125人全員が同じフロアに集まっていたため、一致した避難行動がとれ、けが人が少し出ただけで全員が建物から脱出することに成功したことが記されている。
一方、大名町交差点を挟んで向かい隣の福井銀行本店（4階建て）は、市街の火災から類焼して1階から3階を全焼したものの、建物自体の倒壊は免れた。福井銀行本店ビルは地下10mまで90cm間隔で500本（短辺20本×長辺25本）の杭をびっしりと打ってあった。頭取が元技術者であり、強固に建てさせていたという。当時3階には進駐軍のCIC駐留事務所が入っており、行員の立ち入りは禁じられていたが、防火のために上ると、兵士たちは既に激震に驚いて逃げ去った後であり、閉め損ねた窓から火が潜入し始めた。外は火の海となっていたので、行員らは地下室に退避し、事なきを得た。
大和百貨店の東に隣接する酒伊ビル（記事冒頭の倒壊した大和百貨店の写真左端の建物）も、基礎に497本の松杭が打設されていたことで空襲と地震に耐え、2022年現在、三井住友信託銀行福井支店の社屋として利用されている貴重な建築の一つである。

### 医療機関
多くの病院・医院、歯科医院、隔離病舎および保健所が被災し、全半壊・全焼した。人口が集中する福井市および坂井郡の医療機関は、多くが全半壊し、診療不能の状態に陥った。被災地域内の基幹病院であった福井赤十字病院と福井中央病院（福井県立病院の前身）は、いずれも福井市内にあり、地震によって大きな損害を被った。福井中央病院では、地震発生時に外科手術が行なわれていたが、執刀した院長は大きく揺れる手術台を押さえながら、余震が続く中、最後まで手術をやり終えた。院長は病院前の仮救護所で、負傷者の応急処置と重症度の判別（トリアージ）を行わせた。この現在の災害医療体制にも通じる処置は、福井空襲における戦時医療の経験が活かされたものと考えられている。

### 教育機関
福井県内の小・中学校および高等学校のうち、78校が全壊、21校が半壊、12校が全焼する被害を受けた。県内の全児童・生徒の3分の1に相当する約72,500人が罹災し、夏季休暇が1か月繰り上げられ、地震発生と同時に長期休暇に入った。GHQから貸与された大型テントおよび天幕と、教科書会社から寄贈された教科書を使用して、8月初旬から授業が再開されたが、備品不足のため、二部・三部授業を余儀なくされた。また、特別給食が実施された。

### 交通機関
当時は福井もモータリゼーション（車社会化）以前の時代にあって、鉄道が人々の主要な交通手段であった。

#### 鉄道

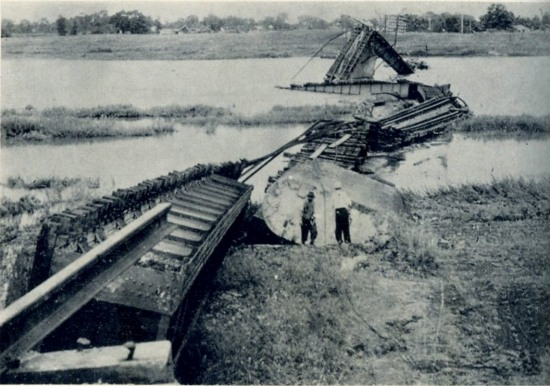
倒壊した国鉄北陸本線の九頭竜川鉄橋

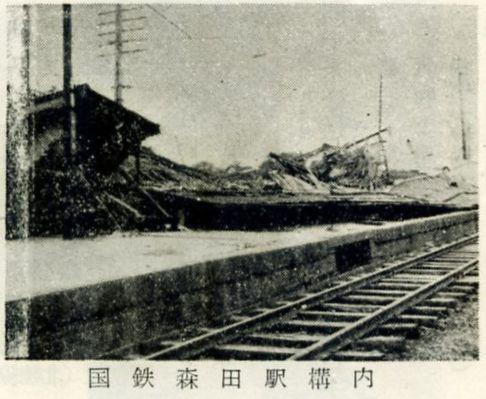
北陸本線森田駅構内の被害状況

路盤の沈下や線路の湾曲、駅舎・車両基地の倒壊、列車の脱線・転覆、橋梁の損壊などにより、被災地域の鉄道網は寸断された。主な被災区間は次の通り。
- 国鉄（省線）北陸本線大土呂駅 - 作見駅間 (40.2km) [100][101]。
- 京福電鉄丸岡線全線 (7.6km) [100]、三国芦原線福井口駅 - 本荘駅間 (17.4km) [101]および永平寺線金津駅 - 油駅間 (13.2km) [100][101]。

福井平野を走行中だった北陸本線の列車3本が脱線・転倒した。うち、震央に最も近い区間である国鉄丸岡駅 - 金津駅間を走行中に脱線・転覆した旅客列車は満員で、多数の負傷者が出た。また、九頭竜川に架かる国鉄北陸本線の九頭竜川鉄橋が倒壊、京福電鉄三国芦原線の中角鉄橋が落下したことにより、物資輸送や救援が遅滞した。北陸本線の細呂木駅、金津駅、春江駅、大土呂駅は駅舎が倒壊し、金津駅では停車中の列車が駅舎の下敷きになった。
国鉄は九頭竜川以南を敦賀管理部、九頭竜川以北を金沢管理部が担当し、北陸本線の武生駅以南および動橋駅以北は地震発生当日の夜には復旧した。7月1日に米原駅 - 福井駅間が復旧・開通し、7月22日には森田駅以北が開通（この時点では、まだ北福井駅 - 森田駅間はバス代行輸送で対応）した。その後、8月22日に九頭竜川仮橋梁が完成（本橋梁は翌年1月20日に完成）し、北陸本線は地震発生から約2ヶ月で全線が復旧・開通した。
九頭竜川の橋梁が被災した京福電鉄三国芦原線は、8月21日には運行を回復した。
福井鉄道は市内線で電車1両が市街地火災に巻き込まれて類焼したが、路線の被害は軽微であり、7月13日には全路線で運行した。この被災車両（モハ161-2）は、無事だった台車とモーターが修理された上、再使用されて震災後も長く市民の足として活躍し、引退後は福井市へ譲渡され、1998年から下馬中央公園に静態保存されている。

#### 道路
震災発生当時は幹線国道（北陸道）でさえ、郊外や農村地域では幅員5m程度で未舗装状態であった。地震により、国道12号（現在の国道8号）の40kmを含む、延長599kmの道路が陥没、亀裂などの被害を受け、300の橋梁が落橋、損壊するなどして被災し、さらに倒壊した家屋で道路を塞がれて交通障害が発生した。
特に、九頭竜川に架かる舟橋および中角橋、足羽川に架かる板垣橋および木田橋、日野川に架かる明治橋などが落橋したため、福井市内と周辺地域を結ぶ道路交通が遮断され、救援活動に深刻な影響が出た。舟橋では、応急連絡手段として、渡し舟が復活した。高木橋、舟橋、中角橋、長畝橋は7月20日頃までに仮橋梁が完成したが、7月24日の豪雨で流されてしまい、再び仮橋が架けられて二次復旧したのは8月のことであった。

### 産業
農業は、地震動で地盤が沈下し、また田植えの直後でもあったため、耕地や水稲が極めて大きな被害を受けた。
福井県の製造業の主要部門である繊維工業では、1400近くの工場が被災し、1万4000台以上の織機および14万錘を超える撚糸機械が損壊するなど、全設備の54%が罹災した。1948年度末までに、絹・人絹の織物機械は81%、撚糸機械は60%が復旧し、当時進行していたインフレの影響も受けて、震災後に福井県内の製造業、とりわけ紡績工業はめざましい発展を遂げた。

### 通信
被災地の加入電話3,340件のうち、91%にあたる3,032件が不通となり、地震発生から約1週間は、一般の電話連絡はほとんど不可能な状態であった。地震発生翌日の午前7時には、金沢 - 福井間の公衆回線が開通し、警察・新聞社などの非常連絡や報道に活用された。なお、アマチュア無線は戦時下で1941年12月8日から1952年7月29日まで禁止されており、この当時は未だ電波の発射が再開されていなかった。

## 災害対応

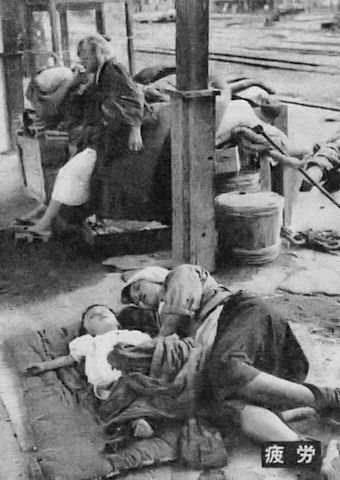
震災の疲労で横たわる被災者

福井震災は、1947年10月に施行されたばかりの災害救助法が全国で初めて適用された大規模災害であった。災害救助法第22条および同法施行令第7条に基づき、1948年1月15日に福井県災害救助隊を結成、福井市でも災害救助隊福井支隊が結成されていた。しかし、これら災害救助隊は未だ準備・訓練を実施する段階にはなかったため、秩序立った活動ができず、応急措置にとどまった。

### 皇室
昭和天皇の名代として三笠宮崇仁親王が7月5日に被災地に派遣され、福井県内各地を慰問した。

### 日本政府
日本政府は6月29日、中央災害救助対策協議会を設置し、現地に凍結してあった8,500石の米の凍結を解除するとともに食料品を放出、1世帯につき10万円の第一封鎖預金の自由支払いを許可する措置をとった。応急措置がある程度完了すると、厚生省を中心に運営されてきた中央災害救助対策協議会の業務は、恒久的な復興を目指す災害復興対策委員会に切り替わっていった。

### 連合国軍総司令部 (GHQ)

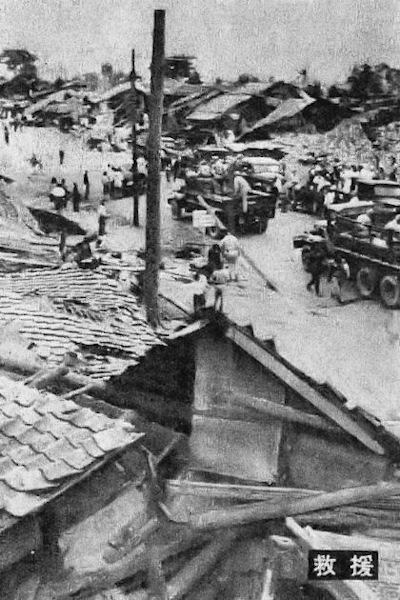
救援の様子

GHQ福井軍政部は、福井市に16の移動給水設備を設けて給水活動を行なった。
医療活動においても、当時は患者搬送のための救急車が未だ導入されておらず、戸板やリヤカーで運んでいたところ、軍政部のトラックが機動力を発揮して、多数の負傷者を医療機関まで一度に移送することを可能にし、負傷者の広域搬送に活躍した。

#### 公安条例
GHQは労働組合や左翼勢力が救援の名目で政治的煽動や治安の悪化を起こすことを警戒し、監視を行うとともに、日本共産党勢力への規制を県に要請した。1948年6月度の福井軍政部から第8軍へのGHQ内部向け月例報告では、在日朝鮮人連盟が県当局の救助活動の一環と称して旗を立てて偽の救援活動を始めていること、朝鮮人による救援物資の盗難の疑いがあって捜査中であることが報告された。当時のGHQ福井軍政部長ジェームズ・F・ハイランド (James F. Hyland) 司令官は、特に反共姿勢が強く、労働組合や左翼勢力を排除して治安の維持を図るとの名目で、7月7日に福井市において「災害時公安維持に関する条例」を、福井県においては7月16日に「震災臨時措置条例」を、全国に先駆けて公安条例として制定させた。
本条例は扇動的な言動や不確実な情報の流布を禁じるもので、これにより、救援に入った学生らが警察当局に相次いで拘束された。共産党系の弁護士布施辰治と東京都議会議員岩田英一は福井に到着して間もなく拘束され、県外追放を命じられた。公安条例制定以前に福井に到着していた作家中野重治らも自宅に連れ戻された。自宅に押送された中野はこれを憲法違反であるとして訴えたが、10月に福井地方裁判所は棄却した。恐らくこの件が理由でハイランドは1948年8月に福井軍政部長を解任され、福井県の条例は1948年11月に、福井市の条例は1949年7月に廃止された。

### 福井県
地震発生時、福井県知事小幡治和は公務のために大阪市に出張中であったが、宿泊先の旅館で地震発生のニュースを知り、直ちに大阪府および京都府の知事に災害救援を要請し、翌29日朝に帰庁した。要請を受けた大阪府は28日午後11時40分に救護班と医薬品を載せたトラックを被災地に急派し、京都府からも救助隊と救援物資が特派された。急ぎ幹線道路の障害物が撤去され、翌29日の京阪神方面からの救援隊の通行に間に合わせた。
福井県は、災害救助法の規定に基づき、28日夕方に福井県震災対策本部を設置した。震災対策本部は、福井県庁に福井県本部、政府との折衝の要として東京・日本橋に東京本部（7月4日設置）、被害の著しかった坂井郡に対策本部丸岡出張所を置き、これら3つの拠点を中心に活動した。震災直後、福井県の救援本部から「福井市、地震にて全滅す、救援を乞う」というラジオ放送が行われた。
交通と通信が寸断されたため、福井市に設置された県震災対策本部では初めの数日間、九頭竜川以北の地域の情報を得ることができなかった。
7月下旬に水害が発生したことを受けて、福井県は同月30日に県水害対策本部を設置し、救助活動、避難所の設置、炊き出しや配給などを行なった。

### 福井市
地震発生時、福井市長熊谷太三郎は在庁中であり、直ちに震災対策本部を設置した。しかし、職員の多くは退庁した後であり、参集はままならず、市長を支隊長とする災害救助隊福井支隊（総務厚生部、公安部、消防部、衛生部、経済部、技術部、協力部の7部体制）の多くの部で本格的な活動が始まったのは翌日以降であった。
総務厚生部は、被害を受けた福祉施設の入居者を避難させたほか、震災孤児の保護、罹災した妊産婦のための臨時産院を設置した。
公安部は、福井市警察署員が部員となって、大阪府、京都府、兵庫県などの各府県国家地方警察・自治体警察の応援を受けて、人命救助および治安警備、道路啓開に当たった。6月29日から7月2日までの間は、消防団の応援を受けて、道路清掃、水路開削、死体収容にも当たった。
消防部は、交通や通信が途絶する中、消防部隊の当番員を市内の火災現場に出動させ、消防活動に当たった。延焼火災が発生した市内の映画館「国際劇場」と「東宝文化劇場」で下敷きになっていた観衆の救出活動を優先して展開したが、火勢により撤退を余儀なくされた。6月29日午前3時頃に下火になったものの、全地域で火災が完全に鎮火するまでに5日を要した。
衛生部は、病院・診療所が被災し、医師・看護師・助産婦なども罹災したため、県救護本部に負担がかかった。福井県によって、県庁前に応急救護所、福井市内の7か所に臨時救護所が設置され、医療活動に当たった。また、夏季であったこともあり、防疫活動も開始し、予防薬の配布、腸チフスの予防接種、井戸の消毒などを実施したほか、公衆トイレを計21か所に設置した。
経済部は、食糧などの救援物資の分荷・配給所を市公会堂前に設置した。翌29日午後からは、県震災対策本部の指示に基づき、炊き出しを開始した。近隣市町村からは、米、ジャガイモのほか、衣料品、寝具、学用品も届けられた。各都道府県や軍政部からも救援物資が送られた。国内外から寄せられた義捐金は（当時の価値で）総額2,784万円に達した。義捐金が被災世帯のみならず、被災した商店の店舗にも同等に配分された点は、福井震災の復興において特徴的な配分の仕方であった。
技術部は、資材・機材の調達、災害調査の実施、河川の応急復旧、崩岸復旧、道路啓開による交通の確保に当たった。
協力部は、本部に福井市情報部を設置し、市民掲示板の設置、市役所日報の発行、急ごしらえの広報車で市内を巡回して広報活動を行なった。

### 赤十字社

#### 日本赤十字社
福井赤十字病院では、倒壊した病棟の建物から入院患者が救出され、搬送されてきた多数の負傷者に対しては病院前広場に設営したテントを臨時救護所として診療を行い、重傷者は国立鯖江病院（旧鯖江陸軍病院）や武生市（現越前市）内の各病院に転送された。震災発生から1週間で4,812人の傷病者が診療を受けた。
地震発生を知った日本赤十字社本部は各県の支部に災害医療態勢の準備を進めるよう指示したが、各県の支部は本部が指示するよりも前から活動を開始し、医師と看護師からなる救護班の編成が完了していた。28日の夜には石川・富山・滋賀・大阪の各支部が救護班を派遣し、翌29日には東京本部と京都・兵庫・新潟・奈良・三重・愛知・滋賀・岐阜・石川・富山・山口の各支部が計26班を派遣し、福井市や丸岡・春江・金津などの地区で医療活動を行なった。また、被災した現場での医療活動のほかにも、現地の医療機関と連携して、重傷患者の受け入れ先となっていた国立鯖江病院や武生市内の医療機関にも応援を行なった。

#### アメリカ赤十字社
アメリカ赤十字社極東支部は、28日に東京のラジオ放送で地震発生を知るや、直ちに非常招集を行い、被害状況の把握のため、翌朝にも情報収集班を現地に急派した。現地の情報を受けて、7月9日と10日に計2トンの医療物資などを小松飛行場に空輸した。
海外から寄せられた義捐金には、ヘレン・ケラーからの寄付も含まれていた。

### 報道機関
当時、福井県の情報通信網は未発達で、一般家庭の固定電話の普及率は低く、放送局もラジオ局のNHK福井放送局が1局あるのみであった。

#### 新聞社
朝日新聞大阪本社は「北陸方面に激震！大聖寺では被害多大」と題した号外を発行し、地震直後の中央気象台大阪管区気象台発表の地震速報に基づき、震源地が福井・石川両県付近であること、福井県境に近い大聖寺で人家が多数倒壊し、死傷者が多数に上る見込みであることを伝えた。また、福井市について同日夜7時の情報として「県庁、放送局、郵便局のみ残り、他は全市全滅した模様」と報じた。

##### 福井新聞社
福井新聞社は社屋が全壊・全焼し、印刷工場も焼失したため、地震発生当日の発行は不可能となった。編集業務は翌29日から開始し、印刷・発行は金沢市の北国毎日新聞社が代行した。県内は交通網が寸断されたため、金沢に派遣される編集局員たちは大聖寺まで徒歩で行き、そこから列車に乗って金沢に向かった。印刷した新聞は、社員および販売店員を動員した人海作戦を展開し、大聖寺駅から福井の本社まで人の足で運ばれた。
同年9月中旬から本社新社屋の建設工事が進められ、代行印刷は12月23日（24日付の紙面）に終わり、24日（25日付の紙面）から自社印刷を再開した。

#### 日本放送協会
地震によって他の報道関係機関の建物がほとんど全て破壊された中で唯一、NHK福井放送局の社屋は無事であったが、放送機材が転倒し、自家発電装置も運転不能となり、通常の放送局の業務は一時停止した。地震発生を伝える第一報は、かろうじて電話が通じた金沢放送局を経由して、名古屋、東京へと伝達され、金沢と名古屋からは午後6時25分のニュースで、全国放送では午後7時のニュースで放送された。その第一報の内容は、「放送局そのほか一部の建物を除いて、福井市全滅、市内数か所より火災発生す」というものであった。放送が再開するまでの間は、名古屋と電話が通じていた麻生津電話中継所を仮スタジオにして、親局の名古屋放送局を通じて全国に向けてラジオ放送が行われた。翌日以降に金沢、名古屋、大阪などから応援が来て取材体制が整うまでは、福井局のアナウンサー2人が自ら市内を歩き回って取材を行なった。翌日には名古屋や金沢からの応援で放送機材が運び込まれ、切れたアンテナの復旧作業も進められ、翌々日午後7時には放送業務を再開した。発災当初、他の通信連絡手段が不通となったため、県や自治体の中央および各府県に対する救援要請は、福井放送局から発信された。また、デマが飛び交うのを防止するため、放送ができない間は市内要所にビラ貼りをして正確な情報の普及に努めた。
震災に際して、NHK福井放送局は、名古屋放送局長の計らいで復旧用放送機材の搬入のついでに依頼されてやって来た井戸掘り業者が福井放送局前の庭に掘った井戸とポンプを利用して、市民に給水支援を行なったり、時刻を尋ねてきた市民に対して小山正三局長自ら放送局の窓口で現在時刻を知らせたり、市内のラジオ商（電器店）組合からの要望を受けて小山の伝手で大阪のラジオ受信機メーカーから大量にラジオを取り寄せたり、名古屋から招いた演芸班を被害が甚大であった地域を中心に巡回させて落語や漫才、曲芸などを上演して地域の人々に娯楽を提供したりするなどして、市民・県民から喜ばれ、多くの信頼を集めた。このような福井放送局の活動に対して、米軍からは表彰として金一封が贈られ、NHK会長からも表彰された。

### 学生団体
東京学生同盟、医学生連合会、紅陵大学（現在の拓殖大学）「義援隊」、明治大学などの若者たちから組織された学生救援隊が現地に入り、九頭竜川・足羽川の築堤復旧工事や、避難所での配食支援、倒壊した家屋の復旧作業、医学生による傷病者の救護など、今でいう災害ボランティア活動を行った記録がある。このとき、学生団体代表の渡辺松美が警察無線を借りて東京に送った内容は、渡辺の手記によると、「一〇〇〇名、食料円匙携行、決死の覚悟で来い」というもので、被害の壮絶さを物語っている。なお、当時は医師法の公布前であり、医学生が救護に従事したが、同法の施行後は、医師免許を持たない医学生が診療を行うことは認められていない。

### 宗教団体
浄土真宗本願寺派は、福井市の西別院に臨時救護所を開設して、無料診療および巡回診療を行なった。真宗大谷派も東別院内に無料救護所を設けて診療を行なった。また、東西両本願寺の法主が来福し、被災地を慰問行脚した。
金沢YMCA（キリスト教青年会）の救護班は、当日夜のうちに自動車で丸岡町に到達したものの、火災と交通障害のためにそれ以上は近づくことができず、一旦撤退した。6月30日に再び丸岡入りし、そこから徒歩で九頭竜川を渡り、福井市の神明教会に救護所を設けて診療を行なった。
天理教の「ひのきしん」活動があり、倒壊した家屋の後片付けや負傷者の救護および看護、衣類の寄贈のほか、「無料天理教ひのきしん風呂」を5か所に設置するなど、災害救援活動を行なった。

## 復興と教訓および社会に与えた影響

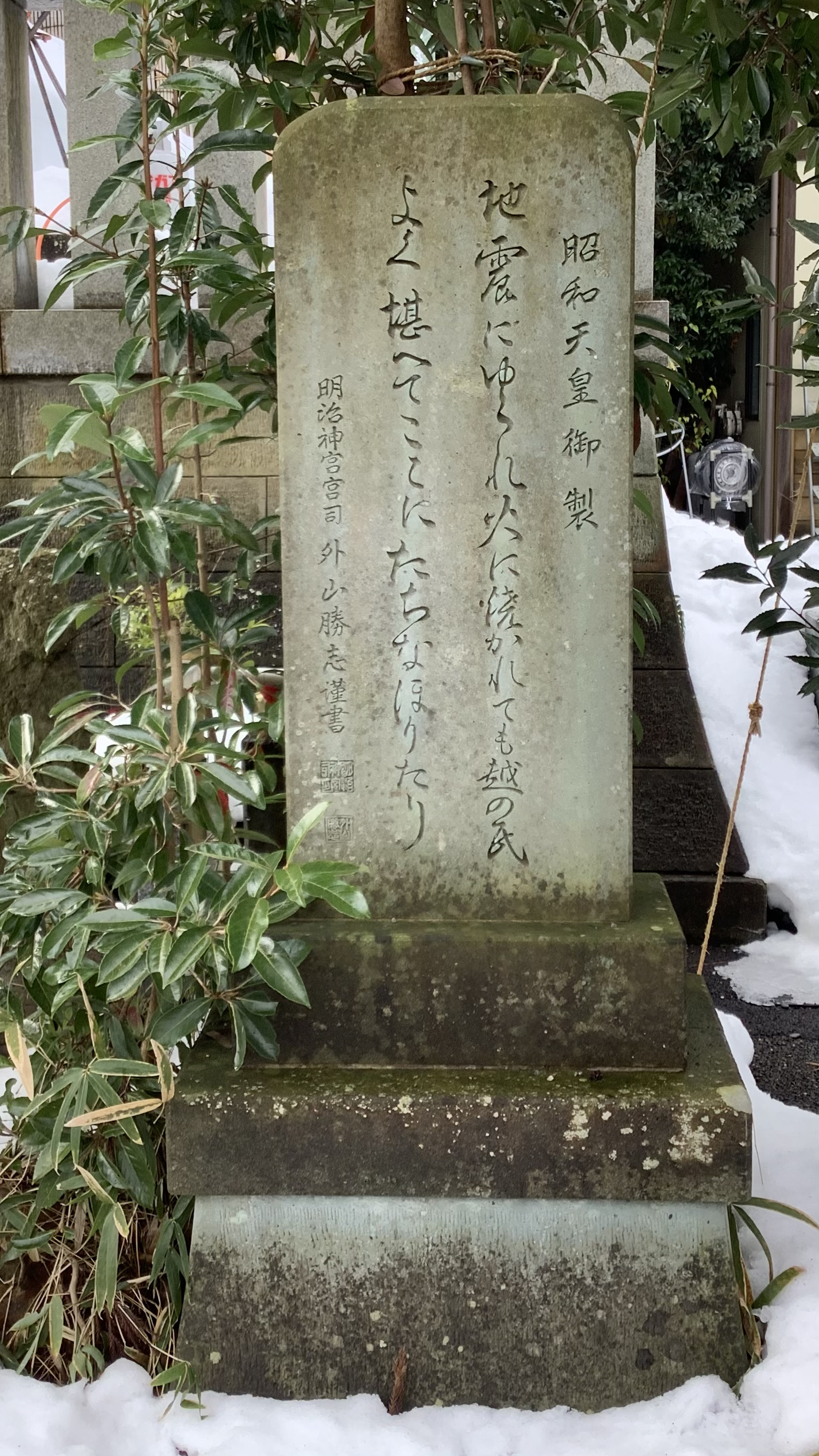
昭和天皇御製碑（毛谷黒龍神社境内）

特に被害の大きかった福井市、森田町、松岡町、春江町、丸岡町、金津町、芦原町は、特別都市計画法の適用を受け、大規模な復興都市計画の下、震災復興が進められた。
戦災・震災犠牲者の追悼式が、例年6月28日に福井市の足羽山西墓地の慰霊碑塔前で行われる。
福井震災50周年にあたる1998年（平成10年）、記念事業として「世界震災都市会議」、日本地震学会秋季大会などが実施された。
福井県の復興を詠んだ、次に掲げる昭和天皇の御製が世に伝わる。「昭和23年の福井大地震やその後の大火災が続きながらも、越前の民たちよ、よく堪えて今ここに立ち直ったとの感動と激励」を詠んだものである。
この御製は、福井市の毛谷黒龍神社境内とフェニックス・プラザ前庭に御製碑が建立されているほか、福井市役所の市長室前にも掲げられている。

### 国
福井地震の経験を踏まえて、1949年（昭和24年）に地震観測法が改正され、中央気象台震度階に震度7「激震。家屋の倒壊が30%以上に及び、山崩れ、地割れ、断層などを生じる」が追加された。地震学者の纐纈一起が調査したところ、この30%という数字は、時の中央気象台長和達清夫が発案し、当時の地震課長鷺坂清信と相談して決められたそうであるが、その制定経緯は、詳細が公になる前に両者とも物故しているため、今も謎が残る。
福井地震の被害調査結果を踏まえて、1950年（昭和25年）に建築基準法が制定され、木造建築物に対する耐震設計基準が導入された。

### 福井市

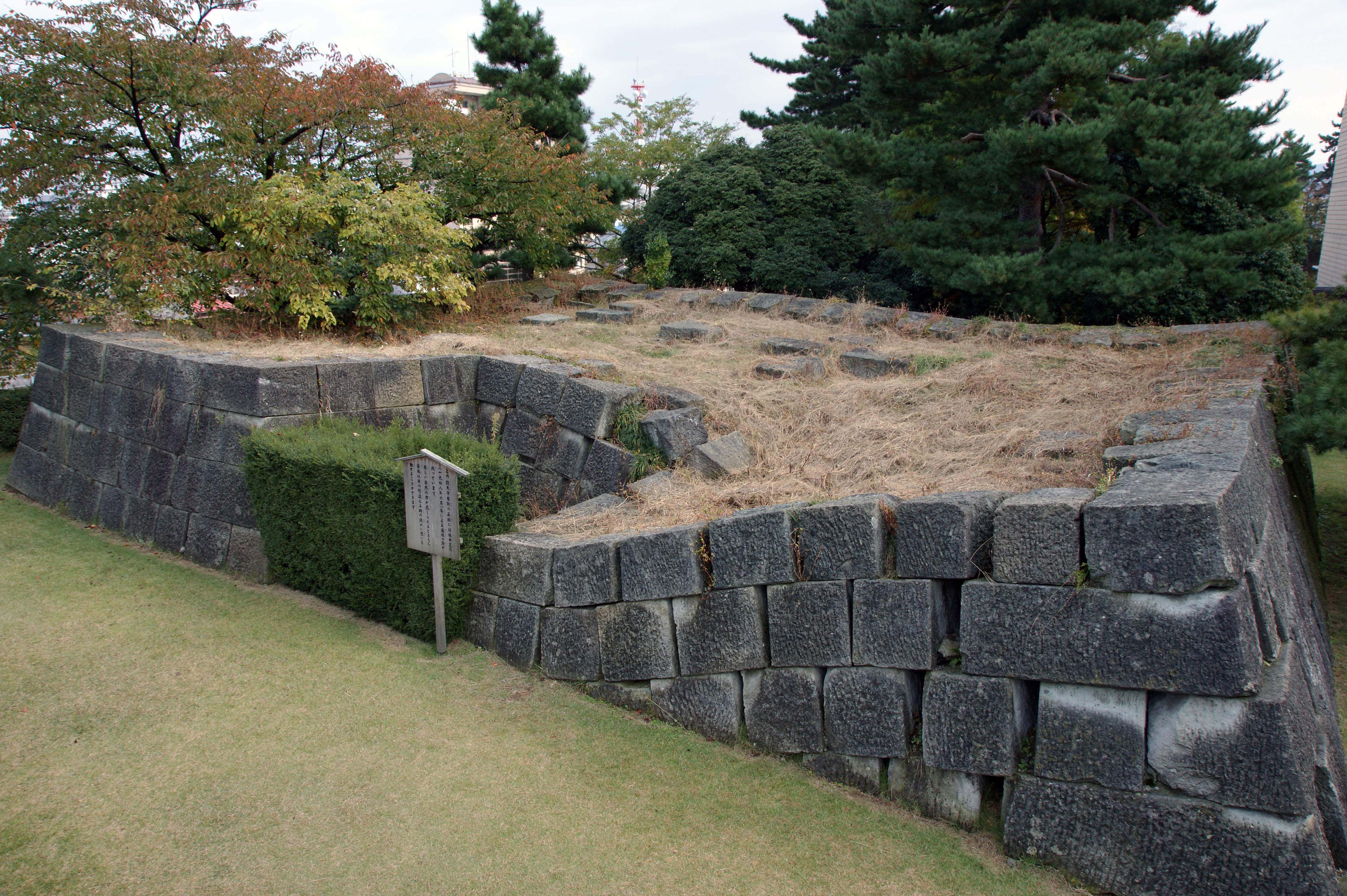
福井地震により一部が崩壊した福井城の石垣

福井市は戦災復興のため、1946年（昭和21年）10月に特別都市計画法の適用を受けて戦災復興都市計画を立案していたものの、財政難などにより、その実施は行き詰まっていた。震災によって既成の市街地のほとんどが失われたことで、滞っていた戦災復興事業が一気に推し進められることになった。戦災復興事業を拡充して震災復興計画とし、結果的に「事前復興」する形で、迅速に復興事業が進められたのである。復興事業においては、大胆な区画整理と並行して、幅員44mの駅前大通りや幅員36mの本町通りが敷設されたのをはじめ、主要道路の拡幅および直線化、公園緑地の整備、墓地の統合移転、そして早くから下水道の整備が行われた。

#### 福井復興博覧会
福井県および福井市の共同出資により、1952年（昭和27年）4月10日から6月25日までの77日間、福井工業専門学校敷地（現在の福井大学文京キャンパス）を第1会場、足羽山公園三段広場を第2会場として、福井市の戦災と震災からの復興を記念した福井復興博覧会が開催された。福井の地場産業である繊維を全体テーマとしていたため、通称「繊維博」とも呼ばれた。復興博覧会のポスターの1つは、博覧会事務局スタッフの縁で依頼された、画家の東郷青児が原画を担当し、原画の題名は「絹の精」とした。来場者数は、のべ88万人を超えた。博覧会の来賓として三笠宮崇仁親王が福井を再訪した。第1会場の芸能センターでは美空ひばりのコンサートが行われた。福井市自然史博物館の前身にあたる福井市立郷土博物館は、当博覧会の開催にあわせて設立された。翌年には、同じく足羽山に福井市立郷土歴史館（現在の福井市立郷土歴史博物館）が開館し、郷土博物館とともに復興のシンボルとなった。博覧会全体の収支は結果的に4000万円を超える赤字となったものの、足羽山の整備、市立郷土博物館の新設、第1会場跡地の福井大学敷地への組み込みなどは、博覧会閉幕後にも受け継がれる大きな遺産となった。また、この博覧会のシンボルマークが不死鳥であったことから、不死鳥（フェニックス）が福井市のシンボルとなり、1964年に制定された市民憲章は「不死鳥のねがい」という副題が付けられた。

#### 世界震災都市会議
福井震災50周年事業として、1998年（平成10年）6月26日から28日までの3日間にわたり、福井市で市主催の世界震災都市会議が開かれた。国内外の13の中小都市から市長や学者らを招いて、各都市が経験した震災の教訓を元に防災都市づくりについて話し合い、「福井市宣言」を採択した。